# ساس‌هالومباتا
ساس‌هالومباتا (به مجاری: Százhalombatta) در پِشت در کشور مجارستان واقع شده‌است. جمعیت این شهر ۱۷٫۵۴۹ نفر است.